# Glossodoris limbata
Glossodoris limbata is een slakkensoort uit de familie van de Chromodorididae. De wetenschappelijke naam van de soort is voor het eerst geldig gepubliceerd in 1967 door Vicente.